# Mike Estep
Pour les articles homonymes, voir Estep.
Mike Estep, né le 19 juillet 1949 à Dallas, est un ancien joueur de tennis américain.

## Palmarès

### Titres en simple messieurs
| No | Date       | Nom et lieu du tournoi                   | Catégorie | Dotation | Surface      | Finaliste   | Score                   |          |
| -- | ---------- | ---------------------------------------- | --------- | -------- | ------------ | ----------- | ----------------------- | -------- |
| 1  | 19-08-1973 | Tournoi de tennis de Merion, Merion (en) |           | NC $     | Gazon (ext.) | Gene Scott  | 7-5, 3-6, 7-6, 3-6, 7-5 |          |
| 2  | 24-02-1976 | Khartoum International, Khartoum         |           | 10 000 $ | Dur (ext.)   | Thomaz Koch | 6-4, 6-7, 6-4, 6-3      | Parcours |

### Finales en simple messieurs
| No | Date       | Nom et lieu du tournoi                               | Catégorie | Dotation  | Surface      | Vainqueur       | Score         |  |
| -- | ---------- | ---------------------------------------------------- | --------- | --------- | ------------ | --------------- | ------------- |  |
| 1  | 26-04-1982 | Robinson's Men's Tennis Open, Tampa                  |           | 75 000 $  | Dur (ext.)   | Brian Gottfried | 6-7, 6-2, 6-4 |  |
| 2  | 05-07-1982 | Miller Lite Hall of Fame Championships, Newport (RI) |           | 100 000 $ | Gazon (ext.) | Hank Pfister    | 6-1, 7-5      |  |

### Titres en double messieurs
| No | Date       | Nom et lieu du tournoi                         | Catégorie           | Dotation  | Surface         | Partenaire      | Finalistes                       | Score          |  |
| -- | ---------- | ---------------------------------------------- | ------------------- | --------- | --------------- | --------------- | -------------------------------- | -------------- |  |
| 1  | 24-01-1973 | Tournoi de tennis d'Omaha Omaha                |                     | NC $      | Dur (ext.)      | William Brown   | Jimmy Connors Juan Gisbert       | Forfait        |  |
| 2  | 05-02-1973 | Utah International Salt Lake City              | Grand Prix          | NC $      | Dur (int.)      | Raúl Ramírez    | Jiří Hřebec Jan Kukal            | 6-4, 7-6       |  |
| 3  | 12-02-1973 | Tournoi de tennis de Calgary Calgary           |                     | 17 500 $  | NC              | Ilie Năstase    | Szabolcs Baranyi Péter Szőke     | 6-7, 7-5, 6-3  |  |
| 4  | 26-03-1973 | Open de Valencia Valence                       |                     | NC $      | Terre (ext.)    | Ion Țiriac      | Patrick Hombergen Bernard Mignot | 6-4, 1-6, 10-8 |  |
| 5  | 05-11-1973 | Tournoi de tennis d'Indonésie Jakarta          |                     | NC $      | NC              | Ian Fletcher    | John Newcombe Allan Stone        | 7-5, 6-4       |  |
| 6  | 21-01-1974 | Tournoi de tennis de Philadelphie Philadelphie | Championship Series | 100 000 $ | Moquette (int.) | Pat Cramer      | J. Chanfreau Georges Goven       | 6-1, 6-1       |  |
| 7  | 10-03-1975 | Xerox Tennis Classic Washington                |                     | 60 000 $  | Moquette (int.) | Russell Simpson | Anand Amritraj Vijay Amritraj    | 7-65, 6-3      |  |

### Finales en double messieurs
| No | Date       | Nom et lieu du tournoi                         | Catégorie           | Dotation | Surface         | Vainqueurs                     | Partenaire       | Score          |  |
| -- | ---------- | ---------------------------------------------- | ------------------- | -------- | --------------- | ------------------------------ | ---------------- | -------------- |  |
| 1  | 02-04-1973 | Tournoi de tennis de Barcelone Barcelone       |                     | NC $     | Terre (ext.)    | Juan Gisbert Manuel Orantes    | Ion Țiriac       | 6-4, 7-6       |  |
| 2  | 10-03-1974 | Coliseum Mall International Hampton            |                     | NC $     | Moquette (int.) | Željko Franulović Nikola Pilić | Pat Cramer       | 4-6, 7-5, 6-1  |  |
| 3  | 28-10-1974 | South Australian Tennis Championships Adélaïde |                     | NC $     | Gazon (ext.)    | Grover Reid Allan Stone        | Paul Kronk       | 7-6, 6-4       |  |
| 4  | 18-11-1974 | Tournoi de tennis de Manille Manille           |                     | NC $     | Dur (ext.)      | Syd Ball Ross Case             | Marcello Lara    | 6-3, 7-6, 9-7  |  |
| 5  | 21-04-1975 | Tournoi de tennis de River Oaks Houston        |                     | NC $     | NC              | Robert Lutz Stan Smith         | Russell Simpson  | 7-5, 7-65      |  |
| 6  | 25-08-1975 | Tournoi de tennis US Pro Boston                | Championship Series | NC $     | Terre (ext.)    | Brian Gottfried Raúl Ramírez   | John Andrews     | 4-6, 6-3, 7-6  |  |
| 7  | 01-11-1976 | Tournoi de tennis de Cologne Cologne           |                     | 50 000 $ | Moquette (int.) | Bob Hewitt Frew McMillan       | Colin Dowdeswell | 6-1, 3-6, 7-6  |  |
| 8  | 13-07-1981 | MercedesCup Stuttgart                          |                     | 75 000 $ | Terre (ext.)    | Peter McNamara Paul McNamee    | Mark Edmondson   | 2-6, 6-4, 7-6  |  |
| 9  | 05-10-1981 | South Pacific Tennis Classic Brisbane          | GP World Series     | 50 000 $ | Gazon (ext.)    | Rod Frawley Chris Lewis        | Mark Edmondson   | 7-5, 4-6, 7-64 |  |